# Uradel
Uradel er den oprindelige adel, der ofte kan føres tilbage til middelalderen. I Danmark regnes den adel, der kendes fra før reformationen som uradel, mens den nyere "tilvandrede" adel er som regel brevadel. Af danske adelsslægter før år 1600 findes nu kun 11, nemlig slægterne Bille (Bille-Brahe), Brockenhuus, Juel (med Stjernen), Juul (med Lillien), Kaas, Rosenkrantz, Sehested, Skeel og Wind. 